# De bästa böckerna
De bästa böckerna är en skönlitterär bokserie utgiven av B. Wahlströms bokförlag under 1950-talet. Bokryggen är röd med tryck i svart och guld och sidorna har grå botten med mönster i rött och vitt.
| Volym | Titel                | Författare                           | Utgivningsår |
| ----- | -------------------- | ------------------------------------ | ------------ |
| 1     | Skeppet och stranden | Vicki Baum                           | 1952         |
| 2     | Afrikas drottning    | C.S. Forester                        | 1952         |
| 3     | Skogen brinner       | Tom Gill                             | 1952         |
| 4     | Lady Dona            | Daphne du Maurier                    | 1952         |
| 5     | Det flammande trädet | Theodore Pratt                       | 1953         |
| 6     | Tre fruar            | Ragnar af Geijerstam                 | 1953         |
| 7     | Yvettes friare       | Guy de Maupassant                    | 1953         |
| 8     | En karlakarl         | Peter B. Kyne                        | 1953         |
| 9     | Natt utan stjärnor   | Winston Graham                       | 1953         |
| 10    | Paradisfloden        | Charles Nordhoff & James Norman Hall | 1953         |
| 11    | Resande i tapperhet  | C.B. Kelland                         | 1953         |
| 12    | Högt spel i Malacka  | Mark Derby                           | 1953         |